# 馮珏
馮珏，浙江诸暨人，明朝政治人物、进士出身。

## 生平
早年出身縣學生，浙江鄉試中举。成化十四年，登戊戌科進士，历任南京刑部員外郎。
祖父馮戚。父亲馮謙，曾任知縣。